# Оркестр Халле
Оркестр Халле́ (англ. The Hallé) — симфонический оркестр в Манчестере, с 1996 года использующий в качестве своей основной концертной площадки Боиджуотер-холл. Один из старейших британских профессиональных оркестров. Включает также в свой состав молодёжный оркестр и хор. Оркестр был основан в 1857 году, первый концерт оркестра состоялся в 1858 году.

## История
Оркестр был основан в 1857 году дирижёром и пианистом Чарлзом Халле́ как сезонный, для летних выступлений на Манчестерской выставке. В январе 1858 года вновь образованный оркестр под собственным брендом начал давать концерты в Зале свободной торговли. В 1899—1911 годах оркестром руководил Ханс Рихтер, организовавший премьеру 1-й симфонии Элгара.
Впоследствии руководство оркестром приняли Томас Бичем, Хамильтон Харти и Малколм Сарджент, однако в период Второй мировой войны оркестр испытал серьёзные финансовые трудности, закончившиеся с приходом на пост главного дирижёра Джона Барбиролли в 1943 году. Барбиролли руководил оркестром 27 лет, впервые исполнил и записал ряд оркестровых сочинений, в том числе Симфонию № 8 Ральфа Воан-Уильямса.
В 1990-е годы оркестр вновь испытал проблемы после ухода с поста главного дирижёра Кента Нагано, при руководстве которого в 1996 году сменил концертную площадку, но после прихода на этот пост Марка Элдера восстановил репутацию.
Среди сочинений, чьи премьеры осуществил оркестр — произведения Элгара, Воан-Уильямса, Уильяма Элуина, Джеральда Финци, Томаса Адеса, а также симфоническая поэма «Плутон», написанная в 2000 году Колином Мэтьюзом в дополнение к циклу Густава Холста «Планеты».
В 2020 году оркестр планирует открыть государственную школу для учащихся начальных классов и средней школы в Сток-он-Тренте.

## Главные дирижёры
- Чарльз Халле (1858—1895)
- Фредерик Хаймен Кауэн (1895—1899)
- Ханс Рихтер (1899—1911)
- Михаэль Баллинг (1912—1914)
- Томас Бичем (1915—1920)
- Хамильтон Харти (1920—1934)
- Мальколм Сарджент (1939—1942)
- Джон Барбиролли (1943—1970)
- Джеймс Лакран (1972—1983)
- Станислав Скровачевский (1983—1992)
- Кент Нагано (1992—1999)
- Марк Элдер (с 2000)